# Ricardo Colombi
Horacio Ricardo Colombi (Mercedes, Corrientes, 30 de agosto de 1957) es un abogado y político argentino. Fue elegido Gobernador de Corrientes para el período comprendido entre 2001 y 2005, tras un período de intervención federal a la provincia correntina y luego para ocupar una banca de diputado nacional (2005-2007) por la Provincia de Corrientes, que renunció para presentarse como candidato a senador provincial, cargo en el cual fuera electo (2007-2009).
En 2009, presentó su candidatura a Gobernador por la Alianza Encuentro por Corrientes (ECO), obteniendo la victoria en la segunda vuelta. De esta manera, Colombi pasaría a formar parte del grupo de mandatarios que ejercieran la gobernación en más de una oportunidad, junto a Pedro Ferré, Manuel Derqui y Pedro Dionisio Cabral, entre otros.
Finalmente, en 2013 y debido a la reforma de la constitucional provincial de 2007 que habilita una reelección consecutiva por un período más, Colombi fue reelegido en el cargo, convirtiéndose en el primer Gobernador de la historia de Corrientes en ser reelegido por un período consecutivo.

## Biografía

### Comienzos
Nació en la ciudad de Mercedes el 30 de agosto de 1957. Cursó sus estudios primarios y secundarios en la "Escuela Normal", de su ciudad natal, y luego en la capital correntina cursó sus estudios universitarios. Egresó con el título de abogado de la Facultad de Derecho y Ciencias Sociales y Políticas, de la Universidad Nacional del Nordeste. Durante ese período comenzó su militancia política en el centro de estudiantes de Franja Morada y en la Juventud Radical, afiliándose más tarde en la Unión Cívica Radical, partido al que pertenecía su familia.
En 1991, Ricardo Colombi inició su actividad política al ser elegido intendente de Mercedes, durante tres mandatos consecutivos.[cita requerida]

### Primer mandato como gobernador
En 2001, al finalizar la Intervención Federal sobre la provincia correntina, los partidos políticos de Corrientes se prepararon para disputar la gobernación y el favorito en las encuestas era el exgobernador Raúl Rolando Romero Feris, candidato del Partido Nuevo. Ante este liderazgo de Romero Feris, Colombi creó una alianza electoral llamada Frente de Todos, que incluía el Partido Liberal triunfando en el Balotaje.
En las elecciones de 2005, Ricardo Colombi se presentó como candidato a diputado nacional y fue sucedido en la gobernación de la provincia por su primo Arturo Colombi. Esta última facción, la de los «arturistas», fue apoyada por el kirchnerismo, ya que el candidato a vicegobernador fue un peronista, Tomás Rubén Pruyas, y por la Unión Cívica Radical (UCR). Por su parte, la facción de Ricardo Colombi se presentó en alianza con el candidato a presidente Roberto Lavagna, quien fue derrotado a nivel nacional.Votó en contra del proyecto de ley de Interrupción Voluntaria del Embarazo de 2020 que fue aprobado por la Cámara.
Dos años más tarde, en las elecciones de 2007, Ricardo Colombi se presentó una vez más como candidato, para ocupar una banca de senador provincial y en oposición a las fuerzas de su primo Arturo. Aunque fue derrotado, Ricardo Colombi logró acceder a un escaño en la cámara alta de la provincia. 
Ricardo Colombi se presentó nuevamente como candidato a la gobernación de Corrientes en 2009, haciendo alianzas con distintos sectores, como el denominado Pacto Autonomista Liberal (PAL) y conformando una nueva agrupación llamada Encuentro por Corrientes. También participaron de esta alianza el Partido Popular de Corrientes (cuyo presidente, Néstor Pedro Braillard Poccard, formó como candidato a vicegobernador), el partido Proyecto Corrientes, el Partido Autonomista de Corrientes y una sección disidente del Partido Liberal, liderada por el diputado provincial Pedro Cassani. De esta forma, la lista de Encuentro por Corrientes resultó ganadora en la segunda vuelta realizada el 4 de octubre de 2009, con el 62,14% y superando a la alianza Frente de Todos, de Arturo Colombi, que obtuvo el 32,59% de los sufragios.
La provincia de Corrientes ha sido gobernada desde el  17 de diciembre de 1999 por los Colombia ssiendo considerada un bastión radical, era para ese año en la actualidad la provincia más pobre del Nordeste argentino señalandosela como  una provincia feudal  En 2007, fue el  gobernador Ricardo Colombi, impulsó una controvertida reforma constitucional para abolir el límite de un mandato constitucionales para la gobernación y habilitase una reelección consecutiva por un período más, Colombi fue reelegido en el cargo, convirtiéndose en el primer Gobernador de la historia de Corrientes en ser reelegido por un período consecutivo. La familia Colombi ha gobernado Corrientes permaneciendo ininterrumpidamente durante más de 16 años. 
Durante sus mandatos, Ricardo Colombi ha sido acusado de corrupción, vínculos con el narcotrafico, autoritarismo, intimidación a la oposición, fraude electoral y de convertir a la provincia de Corrientes en un narcoestado, nepotismo, de persecución política  a sus adversarios, y de utilizar el poder político para proteger a personas ligadas al narcotráfico. etc

### Segundo mandato de gobernador
En el año 2009, Ricardo Colombi es electo como gobernador Provincia de Corrientes. Por el partido Correntino Frente de Todos, sucediendo en el poder a su primo Arturo Colombi. La nueva gestión del reelecto mandatario, posicionaba su nuevo gobierno en la órbita opositora al Gobierno Nacional. En tanto su gestión era considerada como feudal. Diferentes periodistas y medios han criticado su largo gobierno como una "monarquía de facto", a la que le atribuyen características «feudales» Ha sido acusado de corrupción, así como de incrementar deliberadamente la dependencia de la población hacia el sector público, impidiendo un desarrollo  en la provincia.su reelección cayó en una segunda vuelta caracterizada por la escasa participación de votantes y tras una carrera electoral, que en esta última etapa estuvo signada por las denuncias cruzadas por supuestos hechos de corrupción entre los primos Colombi. La campaña tuvo como corolario el suicidio en extrañas circunstancias, según estableció la Justicia, del empresario Hernán González Moreno, de 28 años, un joven dueño de medios, cercano al gobernador.
En 2013 en presencia del entonces intendente correntino, Carlos Mauricio Espínola, como referente de la provincia se inauguró la interconexión Mercedes—Goya. Durante su gestión  solicita
fondos del BID Banco Interamericano de Desarrollo para Corrientes y los fondos derivados de las regalías de la Represa de Yacyretá
Asimismo, se avanzó en la firma y creación del Pacto Correntino para el Crecimiento y Desarrollo Social.
Otro aspecto llevado adelante por la gestión de Colombi, fue el fortalecimiento de las prácticas deportivas, 
muerte del periodista Hernán González Moreno, director del periódico Agencia Corrientes, quien denuncio a Colombi por enriquecimiento ilícito y evasión fiscal tributaria. Por estas denuncias, el periodista que  denunció al gobernador y a sectores del radicalismo correntino por corrupción, apareció muerto con un tiro en la cabeza, anteriormente había recibido amenazas contra su vida y las de su familia.
Colombi fue reelegido en el cargo. La familia Colombi ha gobernado Corrientes permaneciendo ininterrumpidamente  durante más de 16 años. Durante sus  controvertidos mandato, Colombi ha sido acusado de corrupción, vínculos con el narcotráfico, autoritarismo, intimidación a la oposición, fraude electoral y de convertir a la provincia de Corrientes en un narcoestado, nepotismo, de persecución política  a sus adversarios, y de utilizar el poder político para proteger a los narcos. etc
Durante su gestión sería investigado por sus presuntos vínculos con el narcotráfico. En 2017 el gobernador irrumpió en un operativo antinarco y detuvo al jefe policial a cargo. La justicia federal investigaría más adelante porque Colombi intentó frustrar un operativo anti narco en su provincia, cuando hizo detener durante seis horas al jefe de Drogas Peligrosas de Santa Fe mientras realizaba allanamientos y detenciones de una banda oriunda de Goya que suministraba drogas a la ciudad santafesina de Reconquista. En una causa que investigaba los vínculos del narcotráfico en Corrientes con la política sería citado a indagatoria.

### Tercer mandato de gobernador
El 15 de septiembre de 2013 se desarrolló en la Provincia de Corrientes las elecciones provinciales para la renovación de las autoridades del Ejecutivo Provincial, renovación parcial de la Legislatura y autoridades Municipales. En ese sentido, Ricardo Colombi volvería a presentarse como candidato, teniendo en cuenta la reforma de la Constitución Provincial del año 2007, por la cual se permitió la posibilidad de reelección de las autoridades gubernamentales por un segundo período de 4 años. En esta oportunidad, Colombi lleva en su Alianza Encuentro por Corrientes, como candidato a vicegobernador al senador provincial Gustavo Canteros del partido Proyecto Corrientes. Asimismo, Colombi apostaría fuertemente a retomar el control de la Ciudad de Corrientes, apoyando la candidatura a intendente de su vicegobernador Pedro Braillard Poccard. Frente a él se encontrarían dos nuevas agrupaciones: El Frente para la Victoria, liderado por el Partido Justicialista, propondría en la fórmula para la gobernación al entonces intendente de la capital correntina, Carlos Mauricio Espínola, acompañado en la fórmula por la entonces intendenta de Bella Vista, Nancy Sand. Mientras que como tercera alternativa se presentaría la Alianza Cambio Popular, liderada por el entonces senador nacional por Corrientes, Eugenio "Nito" Artaza, quien asumiera su banca en 2009 bajo las huestes de Ricardo Colombi y que en estas elecciones se mostraría como opositor al gobierno radical. Su fórmula se completaba con la participación del exministro de Salud, Eduardo Schneider. En dichas elecciones fue denunciado penalmente por encabezar una asociación ilícita junto a autoridades electorales para desconocer el fallo del Superior Tribunal de Justicia por las supuestas maniobras por intentar poner candidatos no aptos por la justicia.
Paralelamente un informe periodístico lo involucra con presunto juego clandestino en carreras de caballos, intervención de la Justicia, supuestos vínculos de funcionarios con narcos y dinero sin declarar de importantes legisladores de su ala y deficiencias en la obra pública.
Finalmente, la fórmula Colombi-Canteros sería proclamada vencedora, luego de un extenso y lento recuento de votos, logrando aproximadamente el 50,87% de los votos, dejando segunda a la fórmula del Frente para la Victoria con el 45,81%, mientras que Cambio Popular no alcanzaría el 3% de las intenciones. De esta forma, Ricardo Colombi pasó a convertirse en el primer gobernador de la historia de Corrientes en ser reelegido de manera consecutiva en su cargo.

### Gabinetes de Ministros
Período 2001-2005
| Ministerios del Gobierno de Ricardo Colombi | Ministerios del Gobierno de Ricardo Colombi | Ministerios del Gobierno de Ricardo Colombi    |
| Ministerio                                  | Titular                                     | Período                                        |
| ------------------------------------------- | ------------------------------------------- | ---------------------------------------------- |
| Secretaría General de la Gobernación        | Arturo Alejandro Colombi                    | 2001-2003                                      |
| Secretaría General de la Gobernación        | José María Roldán                           | 2003-2005                                      |
| Ministerio de Gobierno y Justicia           | Pedro Gerardo Cassani                       | 2001-2002                                      |
| Ministerio de Gobierno y Justicia           | Jorge Alberto Barrionuevo                   | 2003-2005                                      |
| Ministerio de Hacienda y Finanzas           | José Enrique Vaz Torres                     | 2001-2005                                      |
| Ministerio de Educación y Cultura           | Adolfo Torres                               | 2001-2003                                      |
| Ministerio de Educación y Cultura           | Carlos José Vignolo                         | 2003-2005                                      |
| Ministerio de Salud Pública                 | David Rolando Dos Santos                    | 2001-2005                                      |
| Ministerio de Producción, Trabajo y Turismo | Estela Robaina                              | 2001-2003                                      |
| Ministerio de Producción, Trabajo y Turismo | Miguel Ángel Berecoechea                    | 25 de agosto de 2003 - 10 de diciembre de 2005 |
| Ministerio de Obras y Servicios Públicos    | Arturo Alejandro Colombi                    | 2003-2005                                      |
| Secretaría de Desarrollo Humano             | Salvador González Nadal                     | 2001-2005                                      |

Período 2009-2013
| Ministerios del Gobierno de Ricardo Colombi | Ministerios del Gobierno de Ricardo Colombi | Ministerios del Gobierno de Ricardo Colombi |
| Ministerio                                  | Titular                                     | Período                                     |
| ------------------------------------------- | ------------------------------------------- | ------------------------------------------- |
| Secretaría General de la Gobernación        | Carlos José Vignolo                         | 2009-2013                                   |
| Ministerio de Gobierno y Justicia           | Gustavo Valdés                              | 2009-2012                                   |
| Ministerio de Gobierno y Seguridad          | Gustavo Valdés                              | 2012-2013                                   |
| Ministerio de Justicia y Derechos Humanos   | Eduardo Daniel Hardoy                       | 2012-2013                                   |
| Ministerio de Hacienda y Finanzas           | José Enrique Vaz Torres                     | 2009-2013                                   |
| Ministerio de Educación y Cultura           | Orlando Ángel Macció                        | 2009-2013                                   |
| Ministerio de Salud Pública                 | Julián Dindart                              | 2009-2013                                   |
| Ministerio de Producción, Trabajo y Turismo | Jorge Alberto Vara                          | 2009-2013                                   |
| Ministerio de Obras y Servicios Públicos    | Aníbal Daniel Godoy                         | 2009-2013                                   |
| Secretaría de Desarrollo Humano             | Raúl Alejandro Martínez                     | 2009-2013                                   |

Período 2013-2017
| Ministerios del Gobierno de Ricardo Colombi | Ministerios del Gobierno de Ricardo Colombi | Ministerios del Gobierno de Ricardo Colombi |
| Ministerio                                  | Titular                                     | Período                                     |
| ------------------------------------------- | ------------------------------------------- | ------------------------------------------- |
| Secretaría General de la Gobernación        | Carlos José Vignolo                         | 2013-2017                                   |
| Ministerio de Coordinación y Planificación  | Eduardo Alejandro Vischi                    | 2013-2017                                   |
| Ministerio de Seguridad Ciudadana           | Néstor Pedro Braillard Poccard              | 2013-2015                                   |
| Ministerio de Seguridad Ciudadana           | Horacio David Ortega                        | 2015-2017                                   |
| Ministerio de Justicia y Derechos Humanos   | Jorge Oscar Quintana                        | 2013-2017                                   |
| Ministerio de Hacienda y Finanzas           | José Enrique Vaz Torres                     | 2013-2017                                   |
| Ministerio de Educación                     | Orlando Ángel Macció                        | 2013-2015                                   |
| Ministerio de Educación                     | Susana Mariel Benítez                       | 2015-2017                                   |
| Ministerio de Salud Pública                 | Julián Dindart                              | 2013-2015                                   |
| Ministerio de Salud Pública                 | Ricardo Alberto Cardozo                     | 2015-2017                                   |
| Ministerio de Producción                    | Jorge Alberto Vara                          | 2013-2017                                   |
| Ministerio de Turismo                       | Inés Juana Presmann                         | 2013-2017                                   |
| Ministerio de Industria, Trabajo y Comercio | Francisco Ignacio Osella                    | 2013-2017                                   |
| Ministerio de Obras y Servicios Públicos    | Aníbal Daniel Godoy                         | 2013-2017                                   |
| Ministerio de Desarrollo Social             | Federico Martín Mouliá                      | 2013-2017                                   |

### Senador Provincial (2017-actualidad)
En las Elecciones provinciales de Corrientes de 2017 fue electo senador provincial para el periodo 2017-2023 y en las elecciones de 2023 fue reelecto para otro periodo.

## Controversias

### Denuncias por enriquecimiento ilícito
En el año 2009, Ricardo Colombi fue denunciado penalmente por enriquecimiento ilícito y evasión fiscal tributaria.  Las denuncias fueron presentadas en el Juzgado Federal de Paso de los Libres y en el Juzgado de Instrucción N.° 2 de Corrientes por el periodista Hernán González Moreno, quien días más tarde sería hallado muerto en misteriosas circunstancias. El objeto de las denuncias había sido la adquisición de una lujosa propiedad mediante el uso de testaferros.
La denuncia fue luego hecha pública por el abogado Mariano Cúneo-Libarona en una conferencia de prensa, a partir de las investigaciones llevadas a cabo cuatro meses antes por Hernán González Moreno. La casa habría sido adquirida por un empleado del Programa de Atención Médica Integral (PAMI), Marcelo Lazlo, quien no disponía de antecedentes patrimoniales ni recursos económicos suficientes para haber adquirido la propiedad al precio que figuraba en la escritura. Ricardo Colombi vivió en la casa con su familia sin que existiera regulación jurídica con el propietario, que por otra parte no podría calificar como tal.
En el año 2010, Ricardo Colombi fue nuevamente denunciado ante la Justicia por cinco legisladores del Partido Justicialista, en esta ocasión por enriquecimiento ilícito, falseamiento de la declaración jurada y asociación ilícita fiscal en la compra de un segundo inmueble. Ambas adquisiciones se realizaron en un lapso de 90 días. Ambas adquisiciones se realizaron mientras Ricardo Colombi era diputado nacional. De hecho, lo presentado por los legisladores en esta ocasión fue una ampliación de la denuncia para incluir el segundo inmueble adquirido.

### Denuncia penal por irregularidades en alquiler
En 2013 fue presentada una denuncia penal contra Colombi por los legisladores Jorge Barrionuevo, Rubén Bassi, Tamandaré Ramírez Forte, Luis Badaracco e Irma Pacayut, todos del bloque justicialista de la Legislatura provincial. Por una comisión de delitos debe investigarse por dos casas adquiridas por el mandatario: una donde vive actualmente, en la esquina de Perú y 9 de Julio, y otra en Irigoyen y Chaco, a pocas cuadras del centro correntino.[cita requerida]
La denuncia involucra también al dirigente radical Marcelo Laslo, a su esposa, María Elena de Laslo, y a una escribana identificada como Gladys Báez, por la supuesta participación en las operaciones. "Laslo compró éstos inmuebles y, en un mismo acto, en el mismo lugar, otorgó un poder especial a favor de Ricardo Colombi para que haga lo que quiera con esas casas, sin obligación de rendir cuentas, le regaló las dos casas".
Además de presentarse denuncias de corrupción contra parte de su gabinete y de la cúpula de la Unión Cívica Radical. En 2013 surgió una denuncia por enriquecimiento ilícito contra su secretario privado, Diego Mosquera, al que se acusa de tener un cuenta sueldo por $2.602.259, se le suma una denuncia de corrupción: el asesor de un senador provincial arturista habría cobrado $250 mil de pauta oficial, $40 mil por mes, por un banner y algunas menciones radiales. En el sitio web de "Mistura Fina", Romero tiene un banner de la secretaría de Información Pública de la provincia por el cual, denuncian algunos portales correntinos, cobra la cuantiosa suma mensual. También se acusó aque Ricardo Colombi, designó a dedo 60 cargos relevantes en la Justicia.

### Denuncia por enriquecimiento Ilícito y evasión tributaria
El abogado Mariano Cúneo-Libarona presentó esta tarde una denuncia por enriquecimiento ilícito y evasión tributaria fiscal contra el candidato a gobernador por Encuentro por Corrientes, Ricardo Colombi, quien había vivido en los últimos años en una propiedad valuada en 600 mil pesos que aparece al nombre de un empleados del PAMI, quien había actuado como “testaferro” o “prestanombre”.

### Muerte de Hernán González Moreno
Ricardo Colombi ha sido involucrado en la misteriosa muerte del periodista Hernán González Moreno, director del periódico Agencia Corrientes, en el año 2009. González Moreno había estado vinculado al entonces gobernador Arturo Colombi y denunciara por enriquecimiento ilícito y evasión fiscal tributaria a Ricardo Colombi en una investigación por la adquisición de una propiedad valuada entre 600 mil y un millón de pesos mediante el uso de un testaferro. Por estas denuncias, el periodista habría recibido amenazas contra su vida y las de su familia. En 2009 el director del periódico Agencia Corrientes, Hernán González Moreno, quien denunció al gobernador y a sectores del radicalismo correntino por corrupción, apareció muerto con un tiro en la cabeza. Tras la denuncia contra el gobernador de la UCR, había recibido amenazas mafiosas contra su persona y sus hijos.
El 2 de octubre de 2009, dos días antes de las elecciones en Corrientes, González Moreno fue encontrado muerto de un disparo en el asiento delantero de su automóvil, en el interior de una estancia de la localidad correntina de Goya. Ante el descubrimiento del cadáver, la Agencia Corrientes informó que González Moreno se había suicidado tras recibir «numerosas amenazas contra la vida de sus hijos mediante mensajes de texto, fotografías y otras comunicaciones» y que «eran mensajes de desconocidos que le habrían exigido su propia muerte o que desistiera de la presentación contra Ricardo Colombi». El periodista se comunicó con al menos seis de sus amigos para despedirse. En sendos mensajes de texto, González Moreno les habría dicho que habían seguido a sus hijos en un viaje a Buenos Aires y los habían fotografiado, y que luego le habían mandado dichas fotografías a modo de amenaza. Sin embargo, lo que poderosamente llamó la atención en este episodio, fue la intervención en el lugar de los hechos, del entonces Secretario de Información Pública de la Provincia, José Luis Zampa, quien acompañado por el jefe de la custodia del Gobernador, Juan Geraldi, se hicieron presentes en el sitio donde fuera hallado Moreno, con anterioridad a las fuerzas policiales. Asimismo, generó dudas la posición en la que fuera hallado el cuerpo, ya que según Zampa, Moreno había dejado de comunicarse a la medianoche y finalmente fue hallado en posición fetal, en el asiento de conductor de su coche, luego de 4 horas de búsqueda. Sin embargo, una fotografía tomada por el propio Zampa alrededor de las 7 de la mañana de ese mismo día, exhibe el cuerpo de Moreno tendido en el suelo, lo cual despertó ciertas dudas sobre la hora exacta del supuesto suicidio, ya que si fue encontrado luego del mencionado lapso de tiempo, resultaría imposible mover el cadáver en la forma que fue exhibido.
Días antes le habían dicho que matarían a sus dos pequeños hijos tras que denunciara a Ricardo Colombi por enriquecimiento ilícito. Según los investigadores había recibido mensajes de tono mafioso y fotografías de uno de sus hijos, que en ese momento viajaba hacia Buenos Aires, con la advertencia de que "si no se pegaba un tiro, el niño pagaría con su vida".
Ricardo Colombi se distanció inmediatamente del episodio y, en un comunicado emitido por la alianza «Encuentro por Corrientes», afirmó que la muerte de Hernán González Moreno lo perjudicaba a él, quien tenía ventaja en las encuestas. Para los dirigentes de «Encuentro por Corrientes» la muerte de González Moreno era una maniobra para ensuciar a su candidato a la gobernación. También, se hizo pública una denuncia judicial por enriquecimiento ilícito, contra el Secretario Privado de Colombi, como así también el uso de fondos públicos para la financiación de los actos de lanzamiento de su candidatura a la reelección en su cargo de Gobernador.

### Operativo antidrogas
Con una larga vigilancia sobre el río Paraná a cargo de la Policía de Santa Fe, detuvieron una lancha con un lote de casi 40 kilogramos de marihuana, divididos en 38 panes. Un hombre intentó escaparse y luego fue detenido junto con otros tres que se entregaron al momento de ser descubiertos. Esto derivó en cuatro allanamientos localizados en Goya y Reconquista, a cargo del Juzgado Federal de Reconquista. Por ejemplo, en uno de los domicilios se encontraron 125 mil pesos y dos kilogramos de marihuana. Con intervención del fiscal de instrucción Patricio Paliza y la jueza de instrucción, en pleno operativo se dispuso la aprehensión del comisario general José Moyano, exjefe de división Drogas Peligrosas de Santa Fe y del oficial Claudio López, jefe de Brigada de la ciudad de Reconquista. Eran acusados de "privación ilegítima de la libertad" de los testigos trasladados desde la ciudad de Corrientes; horas después fueron liberados.
El 21 de diciembre de 2016, el gobernador Ricardo Colombi interrumpió el procedimiento llevado a cabo por la Policía de Santa Fe en la localidad de Goya, alegando un “avasallamiento de las jurisdicciones”.
Como primer mandatario a cargo del Poder Ejecutivo de la Provincia de Corrientes, el gobernador afirmó: "Estaba en Goya y recibí un llamado del jefe de policía provincial planteándome esta situación. No tiene ni pies ni cabeza que 16 personas sean llevadas para declarar de Corrientes a Goya. Me pareció una barbaridad. Me interioricé en el tema y pedí ir. No se cumplieron las normas mínimas, no se le avisó a la Policía correntina. Los testigos estuvieron hasta las 4 de la tarde, tuvimos que costearles el traslado de vuelta a Corrientes capital, no les habían dado ni agua".
La Justicia correntina dispuso que intervenga la policía santafesina, por la posibilidad de connivencia de la Policía de Corrientes con los presuntos narcotraficantes.